# Cordylophora caspia
Espèce

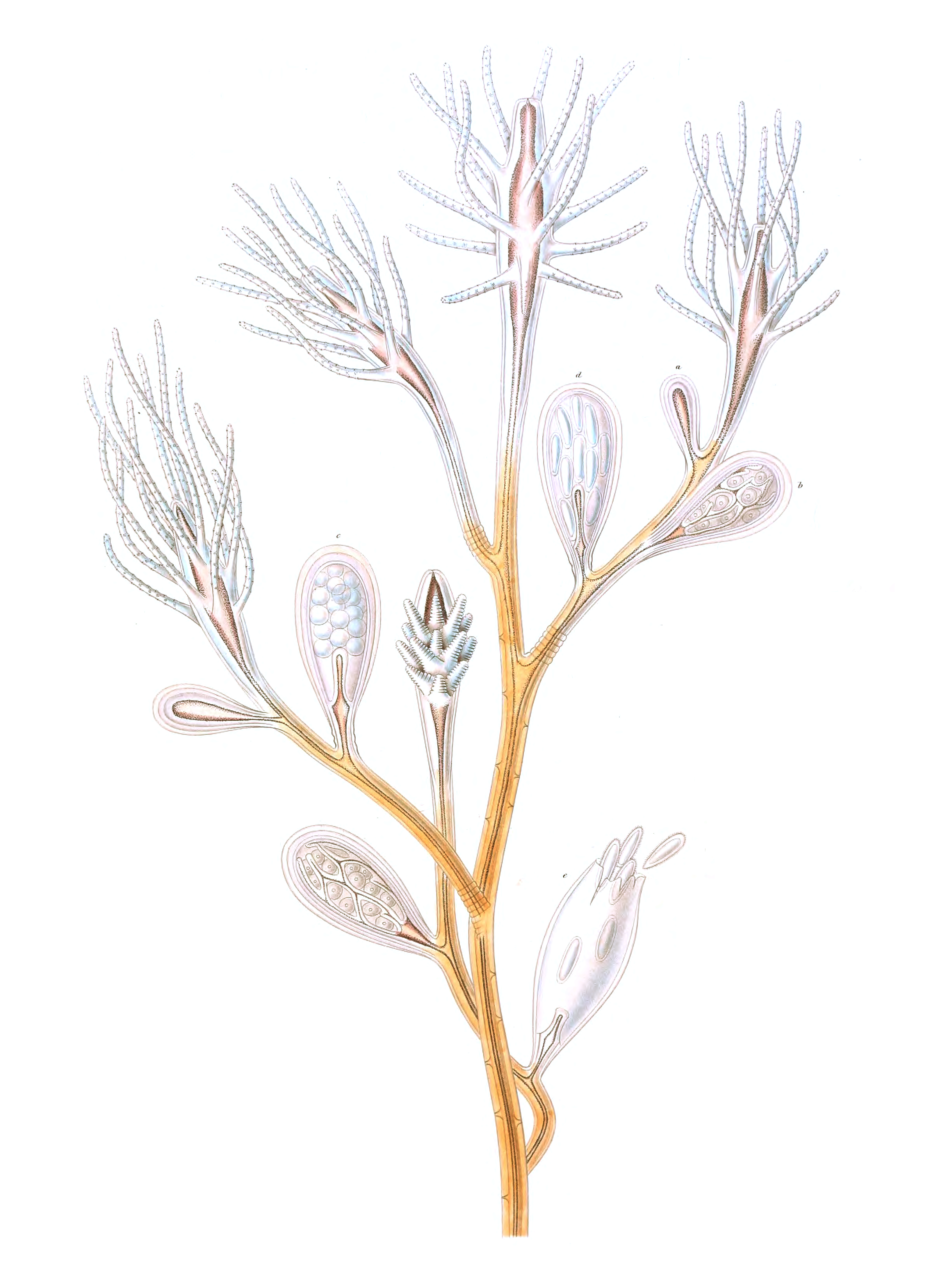
Illustration naturaliste représentant une partie d'une colonie femelle de Cordylophora caspia.

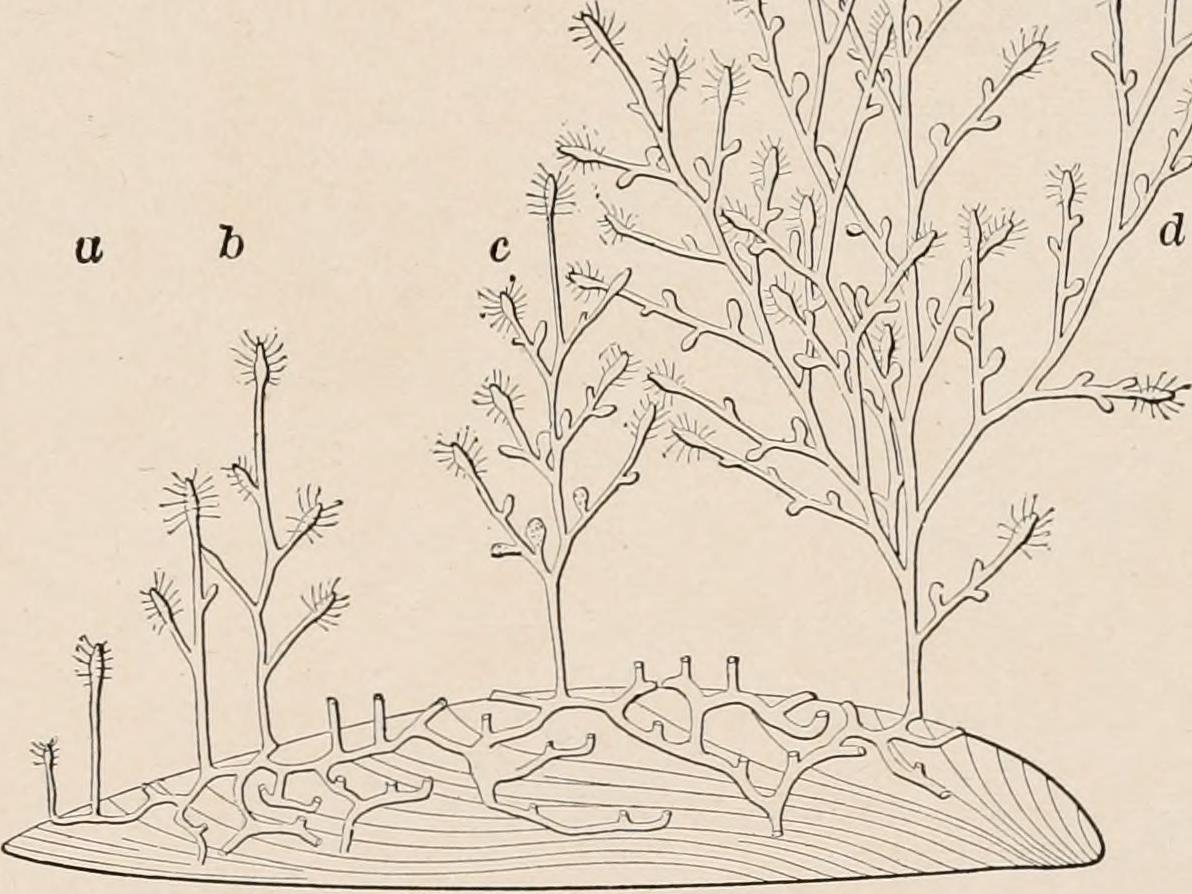
Stades de croissance coloniale (ici sur une coquille de moule).

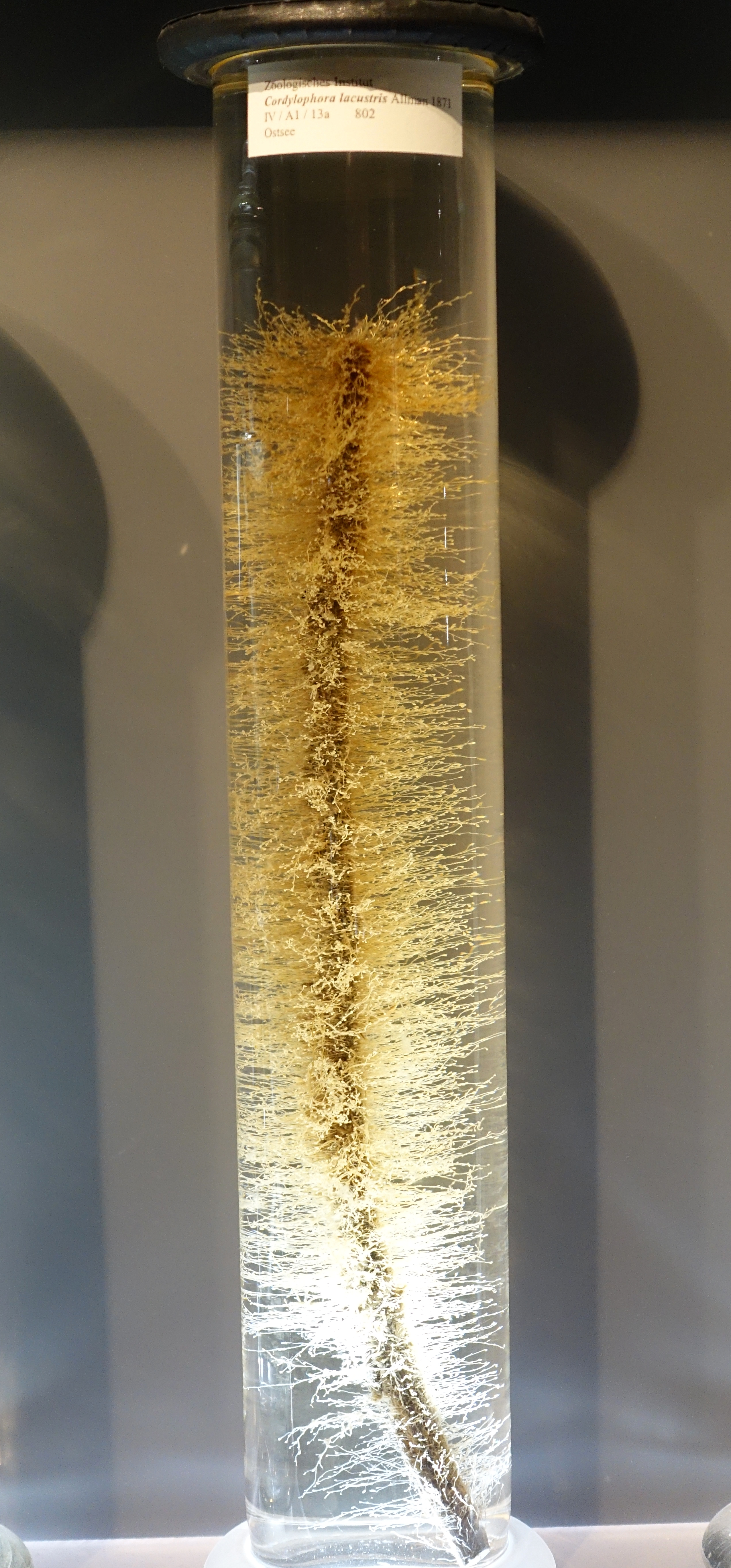
échantillon (Museum fur Naturkunde, Berlin).

Cordylophora caspia autrefois nommé Cordylophora lacustris, le cordylophore de la Caspienne, est une espèce d'hydrozoaires euryhalins récemment devenue cosmopolite. 

Cette espèce s’est récemment dispersée dans une grande partie du monde, sans doute via le trafic maritime, alors qu’elle serait originaire de milieux subtropicaux (mer Caspienne probablement).

## Description
Les colonies sont sessiles. Elles évoquent de petits arbrisseaux gris-brun à ocre à ramifications monopodiales. La tige est dénomme hydrocaule est issue d'un stolon radiculaire adhérent au substrat (l'hydrorhize). Sauf pour les hydranthes, la colonie est protégée par une cuticule chitineuse de protection et de soutien (de section circulaire) dit "périderme".
La colonie forme souvent un gazon dense qui peut presque entièrement recouvrir d'autres espèces (moule zébrée par exemple). 
Quand l'hiver approche les colonies exposées au froid (c'est moins vrai en cours d'eau souterrains et protégés de la lumière) retirent leurs parties molles dans les stolons).

## Habitats
Autrefois considérée comme une espèce marine et des estuaires ou de quelques autres milieux saumâtres cet animal est maintenant fréquemment et parfois très abondamment trouvé en eau douce (assez minéralisée et riche en chlorures)  où il s’accroche sur tout substrat dur. 

Selon Roch (1924) cette espèce nécessite une salinité d'au moins 0,008% de chlorures (acquise dans la Moselle à cause des rejets industriels), l'optimum étant de 0,3 à 0,7% selon Kinne en 1956.
Il s'est répandu dans certaines parties de la mer Baltique et dans les estuaires périphériques depuis au moins un siècle. On le trouve dans les eaux douces européennes avec une fréquence accrue depuis quelques décennies faisant considérer l’espèce comme invasive (signalé dans les conduites d'eau de Rotterdam en 1913 par Harmer, alors qu'on la trouvait déjà couramment aux Pays-Bas dans les lacs intérieurs selon Peeters, 1919) ; l'espèce s’est probablement disséminée en Europe via les coques et ballasts des navires et péniches. 
Certains auteurs estiment que dans le Rhin les rejets d’eau salée (saumures issues de mines de sel, saumures industrielles et sel de déneigement...) ont favorisé son arrivée en Europe de l’ouest. Cette espèce a été retrouvée dans des eaux à fort courant, comme dans les faciès plus lentiques de certains lacs (ex : lac artificiel d’Echternach et lac de la Haute-Sûre ou dans les conduites de centrales nucléaires (habituellement traitées par du chlore pour éviter le biofuling)
Les premiers observateurs estimaient qu’en eau douce l’épaisseur du gazon colonial est moindre (quelques millimètres en général à 1 ou 2 cm parfois.) et constataient que cette espèce est souvent trouvée mélangée à d’autres espèces de filtreurs (spongilles, plumatella et autres bryozoaires d’eau douce, moules zébrées..) . Des observations plus récentes ont montré que cet hydrozoaire - dans la rivière Connecticut (Nouvelle-Angleterre) semblait parfaitement identique aux individus observés dans l’estuaire (histologiquement, comme pour la forme ou la taille des cellules de l'épiderme et du  gastroderme, comme pour la paroi indifférenciée du corps. Une population d'eau douce examinée en 2000 avait des polypes plus courts et plus larges que les estuariens et contenait beaucoup moins de sporosacs, mais l’année (2001), la forme et la taille des polypes d'alimentation ainsi que la taille et le nombre des sporosacs étaient devenus comparables à la population estuarienne, ce qui laisse penser que l’espèce a de bonnes capacités d’adaptation à l’eau douce, même à faible alcalinité. L'espèce est devenue invasive en quelques années seulement dans certaines zones de la rivière Connecticut, colonisant alors tous les faciès exposés quand ses conditions de croissance sont optimales. Selon les auteurs de cette étude écologiquement, C. caspia comble la niche écologique d'un petit prédateur colonial benthique ; Dans ce cas ses proies étaient des larves d’insectes chironomidés principalement.

cet animal peut aussi développer en été (provisoirement) des colonies sur des plantes aquatiques (tiges de nénuphars par exemple aux Pays-Bas)

## Reproduction
La reproduction est sexuée, (avec plusieurs pics de reproduction dans l’année) et/ou asexuée ; par bourgeonnement de polypes sur l'hydrocaule et les stolons. 

## Biologie
Au sein d'une colonie certains polypes sont spécialisés pour l’alimentation et d’autres pour la reproduction ; 

En situation de stress la colonie produit des sphères (« menonts », qui jouent pour cette espèce le même rôle que les statoblastes chez les bryozoaires d'eau douce) ; ces sphères vont régénérer la colonie quand les conditions seront meilleures..

## Espèce invasive, et problèmes posés
Les pullulations de Cordylophora caspia causent localement (aux États-Unis et en Europe) des problèmes de biofouling dans des tuyaux ou circuits d’eaux urbaines ou industrielles où elles se montrent notamment assez résistantes à la chloration de l’eau à 0,2 à 5 mg/L de chlore actif,. Si la température dépasse 30 °C, l’espèce se montre plus vulnérable au chlore.
Son optimum de croissance étant situé dans la fourchette 16-20 °C les colonies pourraient bénéficier du réchauffement des eaux dans une grande partie de l'hémisphère nord. Elles ne meurent qu'au-delà de 40 °C.